# Jørgen Hammeken
Jørgen Hammeken , (20. december 1918 i Dragør - 1. januar 2007 i Hellerup) var en dansk fodboldspiller. 
Han spillede i perioden 1938-1951 176 kampe for barndomsklubben B.93 og scorede 34 mål. Han spillede 6 A-landskampe i 1946 og 1947, med debut mod Sverige 3-1 på mål af Jørgen Leschly Sørensen, Johannes Pløger og Carl Aage Præst. Det blev også til 1 U-landskamp i 1946 
Jørgen Hammeken var en teknisk velfunderet spiller. Han spillede i angrebet, indtil han som 27-årig blev rykket ned som fløjhalf. Han var med til at vinde DM i 1939 (kun fire kampe, venstre wing), i 1942 (venstre innerwing) og i 1946 (højre half). Han havde flere afbrud i sin karriere, medens han etablerede sig som selvstændig indenfor radiobranchen (Antennecentret) i Stenosgade på Vesterbro.  
Han var personlig ven med Dirch Passer (1926-80). 